# Hexurella ephedra
Espèce
Hexurella ephedra est une espèce d'araignées mygalomorphes de la famille des Hexurellidae.

## Distribution
Cette espèce est endémique de Californie aux États-Unis,. Elle se rencontre dans le comté de San Bernardino dans les monts Granite.

## Description
Le mâle holotype mesure 2,3 mm et la femelle paratype 4,8 mm.

## Systématique et taxinomie
Cette espèce a été décrite par Monjaraz-Ruedas, Mendez et Hedin en 2023.

## Publication originale
- Monjaraz-Ruedas, Mendez & Hedin, 2023 : « Species delimitation, biogeography, and natural history of dwarf funnel web spiders (Mygalomorphae, Hexurellidae, Hexurella) from the United States/Mexico borderlands. » ZooKeys, no 1167, p. 109-157 (texte intégral).